# フィスク (護衛駆逐艦)
|           | |
| 艦歴      | |
| 発注:     | |
| 起工:     | 1943年1月4日                                                                                                   |
| 進水:     | 1943年3月14日                                                                                                  |
| 就役:     | 1943年8月25日                                                                                                  |
| 退役:     | |
| その後:   | 1944年8月2日に戦没                                                                                             |
| 除籍:     | |
| 性能諸元  | |
| 排水量:   | 1,200トン |
| 全長:     | 306 ft 0 in (93.27 m)                                                                                          |
| 全幅:     | 36 ft 7 in (11.15 m)                                                                                           |
| 吃水:     | 8 ft 7 in (2.62 m)                                                                                             |
| 機関:     | |
| 最大速:   | 21ノット |
| 航続距離: | 9,100海里（12ノット時）                                                                                        |
| 兵員:     | 士官8名 下士官兵201名                                                                                          |
| 兵装:     | 3インチ砲3門、連装40mm機銃1基 20mm砲8基 21インチ魚雷発射管3基 ヘッジホッグ1基 爆雷投射機（K砲）8基 爆雷軌条2基 |

フィスク(USS Fiske, DE-143)はアメリカ海軍の護衛駆逐艦。エドサル級。艦名はブラッドリー・A・フィスク海軍少将に因む。

## 艦歴
フィスクは1943年1月4日にテキサス州オレンジのコンソリデイティッド鉄鋼会社で起工、3月14日にH・G・チョークレー夫人によって進水、8月25日に艦長R・P・ウォーカー少佐の指揮下就役する。
1943年11月12日から25日まで、フィスクはノーフォーク、パナマ運河地帯のココ・ソロ、ニューヨーク間で船団護衛を行った。12月3日、フィスクはノーフォークを発ち、ノーフォークとニューヨークからカサブランカへ向かう船団の護衛に3回従事した。1944年4月20日、3度目の船団護衛中に船団は地中海西部でドイツ軍の雷撃機の攻撃を受けた。だが、フィスクの射程内に入った敵機は一機もなかった。
カサブランカへの船団護衛任務を終え、1944年5月21日にニューヨークに戻ったフィスクは、6月10日に護衛空母ウェーク・アイランドを中心とするハンター・キラー・グループに加わった。5日後、そのグループは大西洋へ出撃した。7月20日から24日までカサブランカで補給を行う。8月2日、フィスクとダグラス・L・ハワード(USS Douglas L. Howard, DE-138)は分派され、発見した敵潜水艦U-804に接近した。U-804はすぐに潜航したが、護衛駆逐艦2隻はソナーでU-804を捕らえた。そして、攻撃に入ろうとした時、フィスクの右舷中央に魚雷が命中した。10分も経たないうちにフィスクは二つに折れ、放棄された。33名が戦死し、50名が重傷をおった。生存者はすべて護衛駆逐艦ファークハー(USS Farquhar, DE-139)に救助された。
フィスクは第二次世界大戦の戦功で1個の従軍星章を受章した。